# Дессалин, Жан-Жак
Жан-Жак Дессали́н (гаит. креол. Janjak Desalin, фр. Jean-Jacques Dessalines; 20 сентября 1758, Plaine-du-Nord, Северный департамент Гаити — 17 октября 1806, Порт-о-Пренс) — основатель независимого гаитянского государства, первый правитель (император Жак I) и национальный герой Гаити. Крещённый под именем Жак вначале носил фамилию своего первого хозяина Дюкло (фр. Jacques Duclos), чьим рабом он был, затем был куплен креолом по фамилии Дессалин, который присвоил ему свою фамилию (позднее, став диктатором Гаити, Жан-Жак Дессалин спас своего бывшего хозяина от репрессий и даже дал ему работу). Объявил Гаити страной исключительно для чёрных.

## Биография
Традиционно считается, что основатель независимого гаитянского государства родился в Африке и был привезен в Сан-Доминго в качестве раба, но большинство современных исследователей склоняются к мнению, что он родился уже на острове в семье рабов. Крещённый под именем Жак, будущий император поначалу носил фамилию Дюкло по имени своего первого хозяина, на плантации которого он работал до 30 лет и дослужился до должности бригадира. Затем Жак был куплен свободным «цветным» землевладельцем Дессалином и, согласно традиции, получил его фамилию.
Во время восстания 1791 г. Жан-Жак Дессалин присоединился к восставшим и получил чин лейтенанта в отряде Жана-Франсуа Папильона. Повстанцы ушли на территорию Санто-Доминго, рассчитывая на поддержку испанцев в борьбе против французских властей. Там Дессалин познакомился с Туссеном Бреда, позднее ставшим известным как Туссен-Лувертюр. После отмены рабства французскими властями (1794) повстанцы Туссена вернулись в Гаити и стали бороться вместе с французами против английских и испанских оккупантов. Дессалин сделал быструю военную карьеру, и уже в 1799 получил чин бригадного генерала. На его счету были такие успешные операции, как захват городов Жакмель, Пти-Гоав, Мирагоан и Анс-а-Во. В 1801 Дессалин подавил мятеж генерала Муаза на севере Гаити. За истребление целых деревень и приказы «пленных не брать» Дессалин получил репутацию жестокого командира. Вместе с тем Дессалина отличали стремительность и быстрота в принятии решений, что делало его похожим на Наполеона и других выдающихся военачальников той эпохи.
Благодаря армии Туссен-Лувертюра территория Сан-Доминго была освобождена от оккупантов, а сам лидер повстанцев получил должность генерал-губернатора колонии (1801). Он провозгласил себя пожизненным правителем, принес присягу на верность Франции и занялся разработкой новой конституции. Однако власти метрополии имели иные планы на колонию. В ответ на призывы бывших плантаторов, как белых, так и мулатов, Наполеон Бонапарт отправил на остров 22-тысячную экспедицию генерала Леклерка. В марте 1802 небольшой отряд Дессалина удержал небольшой форт против осаждавшего его, значительно превосходящего по численности, противника. Когда же продовольствие и припасы стали подходить к концу, Дессалин без особых потерь сумел увести свой отряд в горы.
Тем временем на сторону французов перешли отряды «цветных» под командованием Петиона и Риго, мечтавших о создании собственного государства на юге острова, где были сосредоточены плантации богатых мулатов. Вскоре к интервентам присоединился и Дессалин. Туссен-Лувертюр был вынужден сдаться и был увезен во Францию, где вскоре умер. Однако после того как французы восстановили в Сан-Доминго рабство, восстание вспыхнуло с новой силой. На этот раз во главе его встал Жан-Жак Дессалин. К счастью для восставших, в рядах французов, непривычных к местному климату, началась эпидемия желтой лихорадки. В ноябре 1802 года от болезни умер генерал Леклерк, а его преемник виконт Рошамбо оказался менее успешным полководцем. 18 ноября 1803 негры и мулаты под командованием Дессалина и Петиона напали на форт Вертьер, где находились основные силы интервентов. На следующий день Рошамбо был вынужден сдаться, а 4 декабря перед Дессалином капитулировали последние силы французов. Так закончилось единственное в мире успешное восстание чёрных рабов, приведшее к созданию независимого государства.
1 января 1804 года в Гонаиве Дессалин официально объявил о независимости бывшей колонии, и о возвращении ей старинного имени Гаити, что на языке аборигенов-индейцев таино означало «Страна гор». Еще 30 ноября 1803 года Дессалин назначил себя генерал-губернатором Сан-Доминго, а 22 сентября 1804 провозгласил себя императором Гаити Жаком I. 8 октября того же года он был коронован в Кап-Ле. 20 мая 1805 года была обнародована конституция Гаити. Монархия стала выборной, но император имел право называть кандидатуру преемника. Император был уполномочен принимать законы, назначать и увольнять чиновников, распоряжаться финансами, решать вопросы войны и мира. Для помощи императору формировался Государственный совет, в который входили дивизионные и бригадные генералы. Страна была разделена на шесть военных округов, каждым из которых командовал офицер, подчинявшийся лишь императору. Была провозглашена свобода вероисповедания.
Несмотря на высокий титул, Дессалин сохранил свои простые привычки и трудолюбие, выказывал презрение к роскоши. Он был плохо образован, скорее даже невежествен, но держал при себе трех секретарей, которые по очереди читали ему. Императрица Мари-Клер была полной противоположностью мужа. Женщина красивая и утонченная, неплохо образованная, она одна могла удерживать супруга от актов немотивированной жестокости.
Категорический противник рабства, Дессалин провозгласил Гаити страной «только для чёрных». По его приказу с февраля по апрель 1804 года было истреблено несколько тысяч белых островитян. 
В 1805 году Дессалин пытался отвоевать у французов восточную (бывшую испанскую) часть острова, но это ему сделать не удалось.
Конституция 1805 года объявляла всех гаитян «чёрными», независимо от цвета кожи. Однако страна нуждалась в грамотных чиновниках и предпринимателях, и Дессалин был вынужден назначать на высшие должности людей из числа светлокожего населения и хорошо образованных мулатов. Что касается негров, то они составляли большинство в армии и продолжали трудиться на плантациях. Поскольку Гаити нуждалось в деньгах, а основным предметом экспорта являлись сахар и кофе, труд на плантациях был крайне тяжелым, и многие работники продолжали себя чувствовать так, словно они были все еще рабами.
Такая политика императора вызывала недовольство как среди чёрного, так и среди «цветного» населения страны. В 1806 году члены правительства генералы Анри Кристоф и Александр Петион подняли против него мятеж. Обстоятельства смерти Дессалина в разных источниках изложены по-разному. По одним данным он был убит в доме Петиона в Порт-Ларнаже, куда прибыл для переговоров. По другим данным, император был растерзан на улице толпой: в него два раза выстрелили, затем раскроили череп саблей и нанесли несколько ударов кинжалом. Изуродованные останки были брошены на площади около здания правительства. Их долго никто не решался похоронить, пока это не сделала простая женщина по имени Деде Базиль.
Несмотря на деспотическое правление и совершенные жестокости, основатель независимого Гаити Жан-Жак Дессалин считается одним из национальных героев страны. В его честь назван один из городов. Гимн Гаити носит название «Дессалиньена». У северного въезда в Порт-о-Пренс, на месте предполагаемого убийства императора, установлен памятный знак. Праправнук Дессалина, Синсиннатус Леконт, в 1911—1912 годах занимал должность президента Гаити.
Мари-Клер Фелисите (род. 1758), жена Жана-Жака Дессалина, умерла в Гонаиве в августе 1858 года.